# César 2012

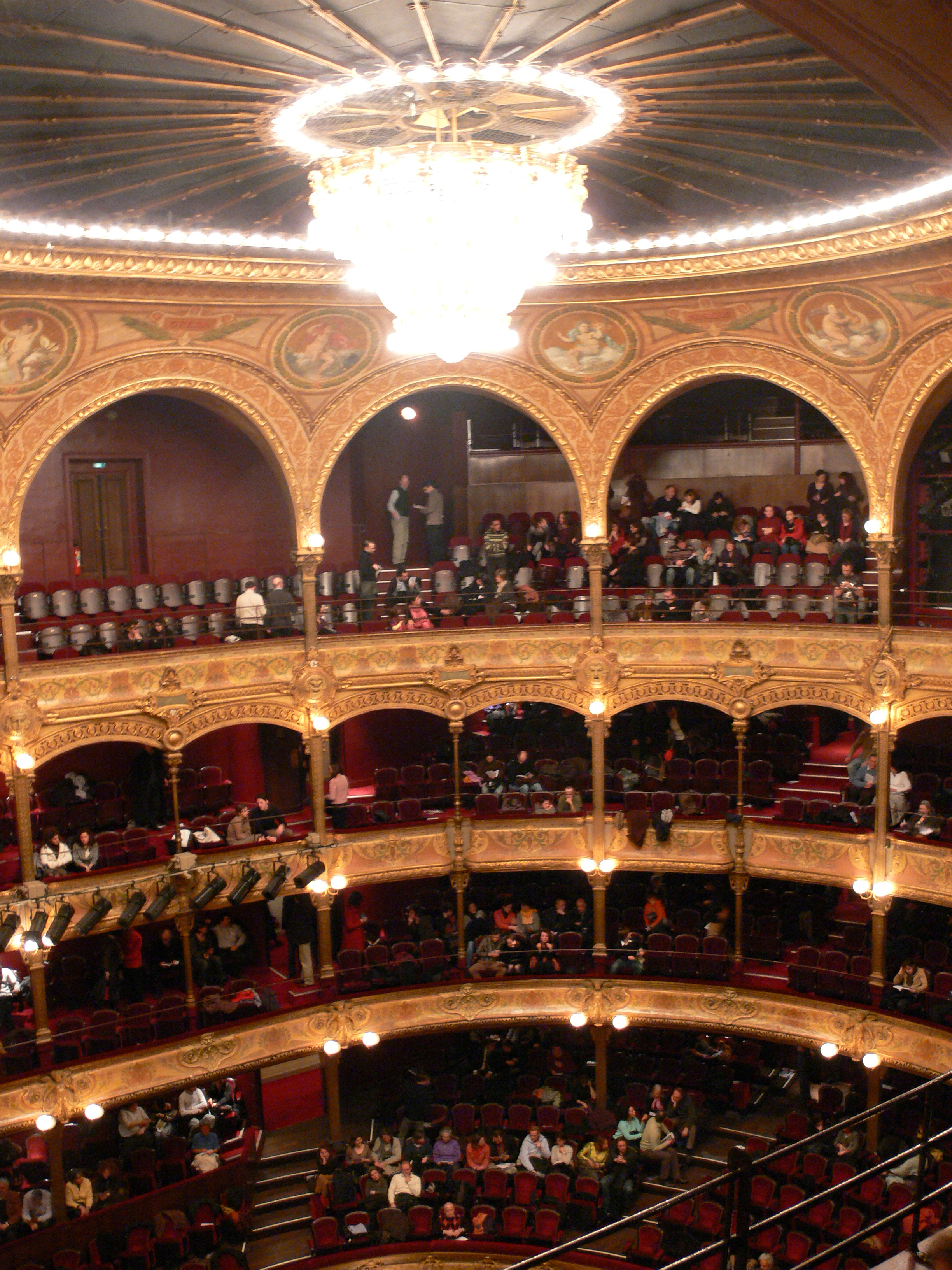
Blick in das Pariser Théâtre du Châtelet, Veranstaltungsort der César-Verleihung

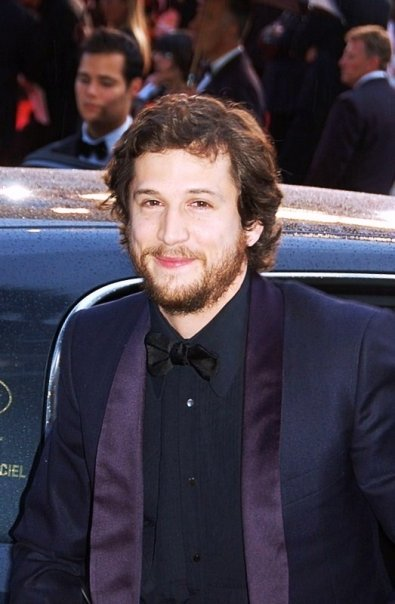
Vorsitzender der Preisverleihung: Guillaume Canet, der 2007 für seinen Thriller Kein Sterbenswort den Regiepreis gewonnen hatte.

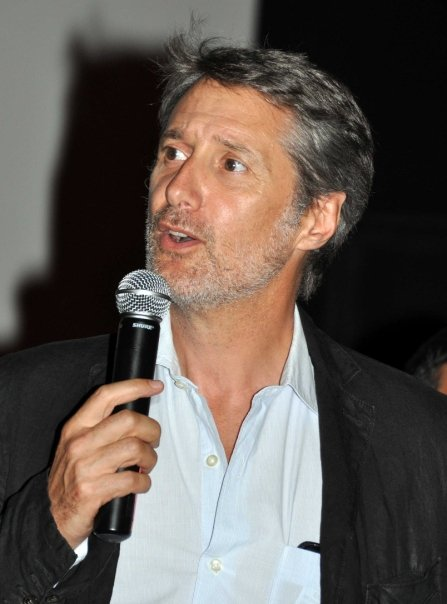
Antoine de Caunes führte als Moderator zum achten Mal durch die Preisgala. Er stellte damit den Rekord von Pierre Tchernia ein, der zwischen 1976 und 1982 siebenmal die Verleihung moderiert hatte.

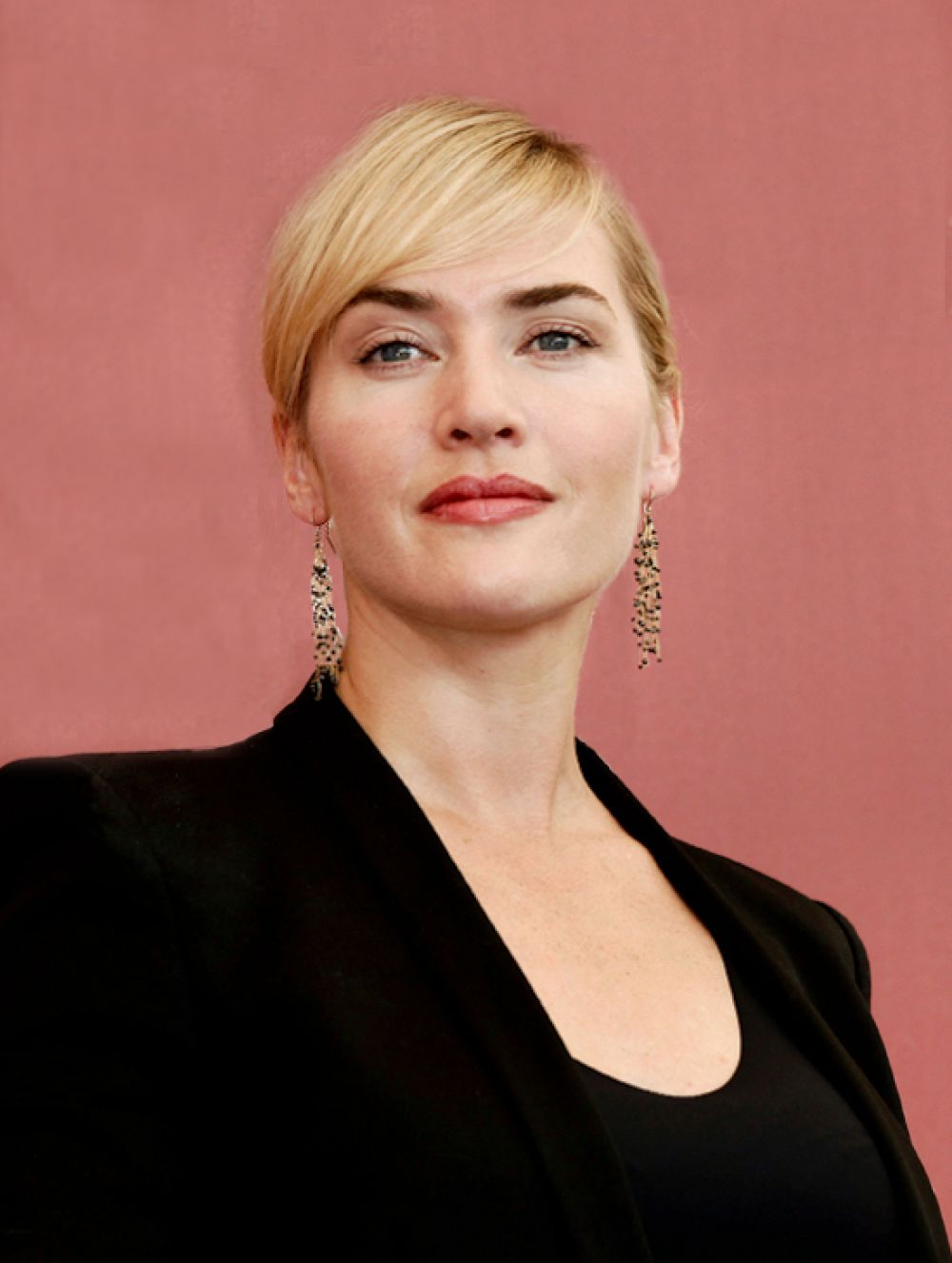
Ehrenpreisträgerin: Die britische Schauspielerin Kate Winslet

Die 37. César-Verleihung fand am 24. Februar 2012 im Théâtre du Châtelet in Paris statt. Die von der französischen Académie des Arts et Techniques du Cinéma vergebenen Filmpreise wurden in 22 Kategorien verliehen. Als bester Film des Jahres setzte sich Michel Hazanavicius’ bereits im Vorfeld vielfach preisgekrönte Stummfilm-Hommage The Artist durch. Den jährlich wechselnden Vorsitz der Gala übernahm 2012 der französische Schauspieler und Regisseur Guillaume Canet. Als Gastgeber (maître de cérémonie) durch den Abend führte Antoine de Caunes. Der französische Schauspieler hatte bereits in der Vergangenheit sieben Mal die Veranstaltung moderiert.
Die Preisverleihung wurde live vom französischen Fernsehsender Canal+ übertragen. Bereits als Gewinnerin fest standen die britische Schauspielerin Kate Winslet, die mit dem Ehrenpreis der französischen Filmakademie ausgezeichnet wurde. Eine Hommage widmete sich der 2011 verstorbenen Schauspielerin und dreifachen César-Preisträgerin Annie Girardot.

## Zusammenfassung

### Filmjahr 2011 und Abstimmungsmodus
Die Nominierungen waren am 27. Januar 2012 im Pariser Restaurant Le Fouquet’s an den Champs-Élysées bekanntgegeben worden. Das Jahr 2011 war mit mehr als 215 Mio. Kinobesuchern das erfolgreichste seit 1966 für den französischen Film, so Alain Terzian, Präsident der Académie des Arts et Techniques du Cinéma, welche die Césars vergibt. 2011 wurden 240 französische Langfilme produziert. Der Marktanteil des heimischen Films steigerte sich im Vergleich zu 2010 um 4,2 Prozent, auf 41,5 Prozent. Erfolgreichste Filmproduktion war Olivier Nakaches und Éric Toledano Komödie Ziemlich beste Freunde, die fast 20 Mio. Besucher erreichte und damit zum dritterfolgreichsten Film in Frankreich seit 1945 aufstieg (hinter Willkommen bei den Sch’tis und Titanic). Neben Ziemlich beste Freunde erreichten drei weitere französische Produktionen (Nichts zu verzollen, Poliezei, Nur für Personal!) mehr als zwei Mio., insgesamt 20 französische Filme mehr als eine Mio. Besucher (darunter The Artist, Les Tuche und zwei Verfilmungen von Louis Pergauds Roman Krieg der Knöpfe). Für den César waren 555 Kurz- und Langfilme und 3309 Filmschaffende von der 4199 Mitglieder zählenden Akademie vorgeschlagen worden. Berücksichtigt wurden Spielfilme, die zwischen dem 1. Januar und 31. Dezember 2011 mindestens sieben Tage in einem öffentlichen Kino in der Region von Paris gegen Entgelt gezeigt wurden. Für die Ermittlung der Nominierten wurden die Stimmen von 60 Prozent der Filmakademie-Mitglieder herangezogen.
Wie die Regie-Kategorie wurden die Kategorien für die besten Hauptdarsteller 2012 von ursprünglich fünf auf sieben Nominierungen erhöht. Dies sollte laut Terzian besser den Reichtum an nominierten Filmproduktionen widerspiegeln.
Über die Gewinner stimmten die Mitglieder der Académie des Arts et Techniques du Cinéma ab. Ähnlich wie bei der Oscarverleihung wurde ein gemeinsames Essen der César-nominierten Filmschaffenden („Déjeuner des Nommés“) am 4. Februar im Restaurant Le Fouquet’s veranstaltet. Eine Neuerung war das „L’Année Cinéma César“ – zwei Wochen lang wurden im Pariser Cinéma Le Balzac an den Champs-Élysées die für den César nominierten Filmproduktionen gezeigt.

### Prämierte Filmproduktionen
Zum erfolgreichsten Film der Preisverleihung avancierte Michel Hazanavicius’ The Artist, der sechs seiner zehn Nominierungen in Siege umsetzen konnte. Die Hommage an den US-amerikanischen Stummfilm, die bereits mit drei Golden Globe Awards, sieben British Academy Film Awards und zehn Oscar-Nominierungen belohnt worden war, gewann die Auszeichnungen für den besten Film, die beste Regie, beste Hauptdarstellerin (Bérénice Bejo) sowie die Preise für Kamera, Filmmusik und Szenenbild. Drei Césars gingen an Pierre Schoellers Der Aufsteiger (elf Nominierungen), das einen französischen Verkehrsminister (gespielt von Olivier Gourmet) in den Mittelpunkt stellt, der sich im harten Politikeralltag bewähren muss. Das Politdrama gewann Preise für Nebendarsteller Michel Blanc, das Originaldrehbuch und den Ton.
Bei Bekanntgabe der Nominierungen hatte Poliezei der Regisseurin Maïwenn als Favorit auf den französischen Filmpreis gegolten. Das Drama mit Karin Viard, Marina Foïs und Joeystarr in den Hauptrollen nimmt sich dem Alltag der französischen Jugendschutzpolizei Brigade de Protection des Mineurs (BPM) an, die bei ihrer Arbeit von einer Fotografin (gespielt von Maïwenn) begleitet wird. Diese soll im Auftrag des Innenministeriums ein Buch über die Polizeiarbeit verfassen. Poliezei kam auf 13 Nominierungen und konnte sich neben den Preisen für den besten Film und die beste Regie auch Chancen auf verschiedene Darstellerpreise (Karin Viard, Marina Foïs, Joeystarr, Karole Rocher, Nicolas Duvauchelle, Frédéric Pierrot und Naidra Ayadi) einrechnen. Der Film hatte bei seiner Premiere auf dem Filmfestival von Cannes 2011 den Preis der Jury gewonnen, wurde aber bei der César-Verleihung nur in den Kategorien beste Nachwuchsdarstellerin (Naidra Ayadi) und für den besten Schnitt honoriert. Auf ebenfalls zwei Césars in den Nachwuchsdarsteller-Kategorien kam Alix Delaportes Filmdebüt Angèle und Tony, das von einer heimatlosen Frau (dargestellt von Clotilde Hesme) berichtet, die sich in einen normannischen Fischer (Grégory Gadebois) verliebt.
Auf je einen Sieg kamen Olivier Nakaches und Éric Toledanos Ziemlich beste Freunde (neun Nominierungen), Bertrand Bonellos Haus der Sünde (acht) und Philippe Le Guays Nur für Personal! (drei). Nakaches und Toledanos an den französischen Kinokassen erfolgreiche Komödie Ziemlich beste Freunde berichtet von einem wohlhabenden, auf einen Rollstuhl angewiesenen Adeligen (gespielt von François Cluzet), der einen jungen Migranten (Omar Sy) als Pfleger in seinem Haushalt einstellt. Sy wurde als erster schwarzer Schauspieler mit dem Hauptdarsteller-Preis ausgezeichnet und setzte sich dabei u. a. gegen den Oscar-nominierten Jean Dujardin (The Artist) durch. Das nicht als Bester Film oder für den Regiepreis berücksichtigte Historiendrama Haus der Sünde, das in einem Pariser Bordell Ende des 19. Jahrhunderts angesiedelt ist, gewann den César für die besten Kostüme. Die Spanierin Carmen Maura, die in Philippe Le Guays Komödie Nur für Personal! ein beherztes spanisches Dienstmädchen im Haus eines steifen Pariser Börsenmaklers (dargestellt von Fabrice Luchini) spielt, erhielt den Preis für die beste Nebendarstellerin.

### Unprämierte Filme und Auszeichnung an den Iran
Ebenfalls zum erweiterten Favoritenkreis zählend aber unprämiert blieb Valérie Donzellis Das Leben gehört uns (sechs Nominierungen). Donzelli widmete sich darin einem jungen Paar (gespielt von Donzelli und ihrem Lebenspartner Jérémie Elkaïm), das mit der Krebserkrankung seines Kindes konfrontiert wird. Der Film war Frankreichs Kandidat auf den Auslandsoscar 2012 gewesen, jedoch nicht in die engere Auswahl gelangt. Ebenfalls keinen César gewannen die in den Kategorien Bester Film und Beste Regie nominierten Werke Le Havre von Aki Kaurismäki (drei Nominierungen, Finnlands Kandidat auf den Auslandsoscar 2012) sowie Pater (zwei Nominierungen), in dem Regisseur Alain Cavalier und der Schauspieler Vincent Lindon zwei Politiker mimen.
Die französischen Tageszeitungen Le Monde und Le Figaro wiesen bei Bekanntgabe der Nominierungen auf das gute Abschneiden von Komödien wie The Artist oder Ziemlich beste Freunde hin, nachdem in der Vergangenheit das Genre oft von der französischen Filmakademie ignoriert worden war. Nach der Preisverleihung urteilte Le Monde, dass die Gewinner ein „ziemlich getreues Spiegelbild an Vielfalt des bei bester Gesundheit befindlichen französischen Kinos“ abgäben und wies auf die zahlreichen Preisträger aus dem Komödien-Fach hin.
In der Kategorie Bester ausländischer Film erhielten die bei der Oscarverleihung 2011 preisgekrönten beziehungsweise nominierten Beiträge Black Swan (USA), The King’s Speech (Großbritannien) und Die Frau die singt – Incendies (Kanada) Nennungen. Neben Der Junge mit dem Fahrrad des belgischen Brüderpaares Jean-Pierre und Luc Dardenne und das mit dem Europäischen Filmpreis ausgezeichnete Drama Melancholia von Lars von Trier fanden auch die für die Oscarverleihung 2012 nominierten Beiträge Drive und Nader und Simin – Eine Trennung (Golden Globe Award 2012 als bester fremdsprachiger Film) Berücksichtigung. Der iranische Beitrag gewann die Auszeichnung.

## Preisträger und Nominierungen

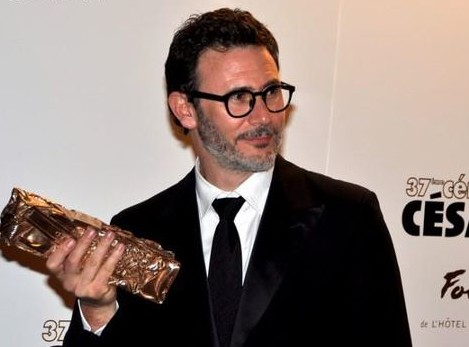
Michel Hazanavicius, Regisseur des Gewinnerfilms The Artist

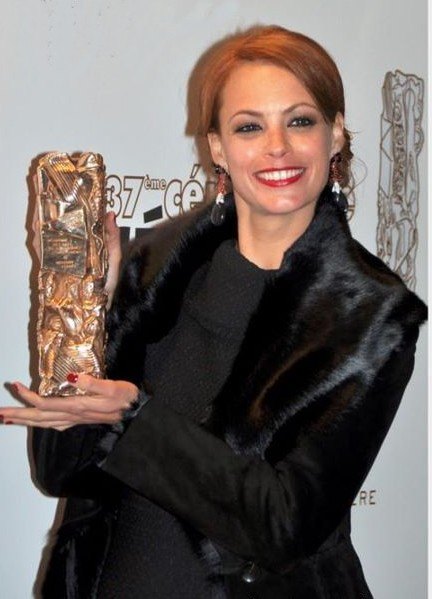
Beste Hauptdarstellerin: Bérénice Bejo (The Artist)

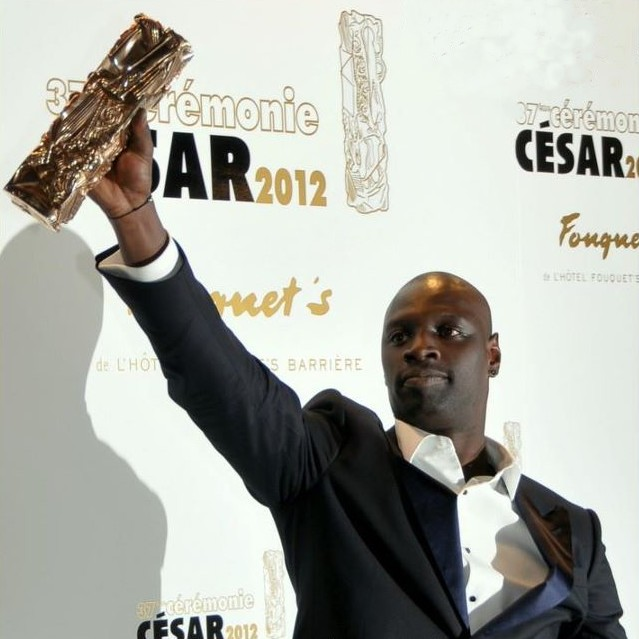
Als erster schwarzer Schauspieler mit dem Hauptdarsteller-Preis ausgezeichnet: Omar Sy (Ziemlich beste Freunde)

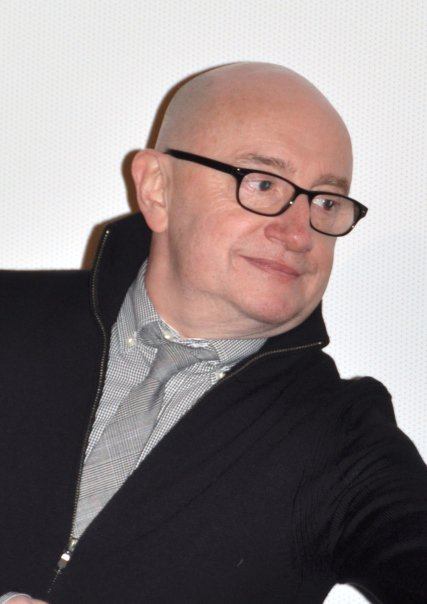
Bester Nebendarsteller: Michel Blanc (Der Aufsteiger)

### Bester Film („Meilleur film“)
präsentiert von Guillaume Canet
The Artist – Regie: Michel Hazanavicius
Der Aufsteiger (L’exercice de l’état) – Regie: Pierre Schoeller
Le Havre – Regie: Aki Kaurismäki
Das Leben gehört uns (La guerre est déclarée) – Regie: Valérie Donzelli
Pater – Regie: Alain Cavalier
Poliezei (Polisse) – Regie: Maïwenn
Ziemlich beste Freunde (Intouchables) – Regie: Olivier Nakache und Éric Toledano

### Beste Regie („Meilleur réalisateur“)
präsentiert von Julie Depardieu und Éric Elmosnino
Michel Hazanavicius – The Artist
Alain Cavalier – Pater
Valérie Donzelli – Das Leben gehört uns (La guerre est déclarée)
Aki Kaurismäki – Le Havre
Maïwenn – Poliezei (Polisse)
Olivier Nakache und Éric Toledano – Ziemlich beste Freunde (Intouchables)
Pierre Schoeller – Der Aufsteiger (L’exercice de l’état)

### Beste Hauptdarstellerin („Meilleure actrice“)
präsentiert von Gilles Lellouche
Bérénice Bejo – The Artist
Ariane Ascaride – Der Schnee am Kilimandscharo (Les neiges du Kilimandjaro)
Leïla Bekhti – Quelle der Frauen (La source des femmes)
Valérie Donzelli – Das Leben gehört uns (La guerre est déclarée)
Marina Foïs – Poliezei (Polisse)
Marie Gillain – Toutes nos envies
Karin Viard – Poliezei (Polisse)

### Bester Hauptdarsteller („Meilleur acteur“)
präsentiert von Nicole Garcia
Omar Sy – Ziemlich beste Freunde (Intouchables)
Sami Bouajila – Omar – Ein Justizskandal (Omar m’a tuer)
François Cluzet – Ziemlich beste Freunde (Intouchables)
Jean Dujardin – The Artist
Olivier Gourmet – Der Aufsteiger (L’exercice de l’état)
Denis Podalydès – La conquête
Philippe Torreton – Haftbefehl – Im Zweifel gegen den Angeklagten (Présumé coupable)

### Beste Nebendarstellerin („Meilleure actrice dans un second rôle“)
präsentiert von Kad Merad
Carmen Maura – Nur für Personal! (Les femmes du 6e étage)
Zabou Breitman – Der Aufsteiger (L’exercice de l’état)
Anne Le Ny – Ziemlich beste Freunde (Intouchables)
Noémie Lvovsky – Haus der Sünde (L’Apollonide (Souvenirs de la maison close))
Karole Rocher – Poliezei (Polisse)

### Bester Nebendarsteller („Meilleur acteur dans un second rôle“)
präsentiert von Mathilde Seigner
Michel Blanc – Der Aufsteiger (L’exercice de l’état)
Nicolas Duvauchelle – Poliezei (Polisse)
Joeystarr – Poliezei (Polisse)
Bernard Le Coq – La conquête
Frédéric Pierrot – Poliezei (Polisse)

### Beste Nachwuchsdarstellerin („Meilleur espoir féminin“)
präsentiert von Tahar Rahim
Naidra Ayadi – Poliezei (Polisse)

Clotilde Hesme – Angèle und Tony (Angèle et Tony)
Adèle Haenel – Haus der Sünde (L’Apollonide (Souvenirs de la maison close))
Céline Sallette – Haus der Sünde (L’Apollonide (Souvenirs de la maison close))
Christa Théret – La brindille

### Bester Nachwuchsdarsteller („Meilleur espoir masculin“)
präsentiert von Aure Atika
Grégory Gadebois – Angèle und Tony (Angèle et Tony)
Nicolas Bridet – Tu seras mon fils
Guillaume Gouix – Jimmy Rivière
Pierre Niney – J’aime regarder les filles
Dimitri Storoge – A Gang Story – Eine Frage der Ehre (Les Lyonnais)

### Beste Kamera („Meilleure photographie“)
präsentiert von Mathieu Kassovitz
Guillaume Schiffman – The Artist
Pierre Aïm – Poliezei (Polisse)
Josée Deshaies – Haus der Sünde (L’Apollonide (Souvenirs de la maison close))
Julien Hirsch – Der Aufsteiger (L’exercice de l’état)
Mathieu Vadepied – Ziemlich beste Freunde (Intouchables)

### Bester Schnitt („Meilleur montage“)
präsentiert von Valérie Bonneton
Laure Gardette und Yann Dedet – Poliezei (Polisse)
Anne-Sophie Bion und Michel Hazanavicius – The Artist
Laurence Briaud – Der Aufsteiger (L’exercice de l’état)
Pauline Gaillard – Das Leben gehört uns (La guerre est déclarée)
Dorian Rigal-Ansous – Ziemlich beste Freunde (Intouchables)

### Bestes Originaldrehbuch („Meilleur scénario original“)
präsentiert von Sara Forestier
Pierre Schoeller – Der Aufsteiger (L’exercice de l’état)
Valérie Donzelli und Jérémie Elkaïm – Das Leben gehört uns (La guerre est déclarée)
Michel Hazanavicius – The Artist
Maïwenn und Emmanuelle Bercot – Poliezei (Polisse)
Éric Toledano und Olivier Nakache – Ziemlich beste Freunde (Intouchables)

### Bestes adaptiertes Drehbuch („Meilleure adaptation“)
präsentiert von Frédéric Beigbeder
Roman Polański und Yasmina Reza – Der Gott des Gemetzels (Carnage)
David Foenkinos – Nathalie küsst (La délicatesse)
Vincent Garenq – Haftbefehl – Im Zweifel gegen den Angeklagten (Présumé coupable)
Olivier Gorce, Roschdy Zem, Rachid Bouchareb und Olivier Lorelle – Omar – Ein Justizskandal (Omar m’a tuer)
Mathieu Kassovitz, Benoît Jaubert und Pierre Geller – Rebellion (L’ordre et la morale)

### Beste Filmmusik („Meilleure musique“)
präsentiert von Alice Taglioni
Ludovic Bource – The Artist
Alex Beaupain – Die Liebenden – von der Last, glücklich zu sein (Les bien-aimés)
Bertrand Bonello – Haus der Sünde (L’Apollonide (Souvenirs de la maison close))
Matthieu Chedid und Patrice Renson – Ein Monster in Paris (Un monstre à Paris)
Philippe Schoeller – Der Aufsteiger (L’exercice de l’état)

### Bester Ton („Meilleur son“)
präsentiert von Valérie Bonneton
Olivier Hespel, Julie Brenta und Jean-Pierre Laforce – Der Aufsteiger (L’exercice de l’état)
Pascal Armant, Jean Goudier und Jean-Paul Hurier – Ziemlich beste Freunde (Intouchables)
Jean-Pierre Duret, Nicolas Moreau und Jean-Pierre Laforce – Haus der Sünde (L’Apollonide (Souvenirs de la maison close))
Nicolas Provost, Rym Debbarh-Mounir und Emmanuel Croset – Poliezei (Polisse)
André Rigaut, Sébastien Savine und Laurent Gabiot – Das Leben gehört uns (La guerre est déclarée)

### Bestes Szenenbild („Meilleurs décors“)
präsentiert von Helena Noguerra
Laurence Bennett – The Artist
Alain Guffroy – Haus der Sünde (L’Apollonide (Souvenirs de la maison close))
Pierre-François Limbosch – Nur für Personal! (Les femmes du 6e étage)
Jean-Marc Tran Tan Ba – Der Aufsteiger (L’exercice de l’état)
Wouter Zoon – Le Havre

### Beste Kostüme („Meilleurs costumes“)
präsentiert von Helena Noguerra
Anaïs Romand – Haus der Sünde (L’Apollonide (Souvenirs de la maison close))
Catherine Baba – My Little Princess
Mark Bridges – The Artist
Christian Gasc – Nur für Personal! (Les femmes du 6e étage)
Viorica Petrovici – Quelle der Frauen (La source des femmes)

### Bester Erstlingsfilm („Meilleur premier film“)
präsentiert von Sylvie Testud
Das Schwein von Gaza (Le cochon de Gaza) – Regie: Sylvain Estibal
17 Mädchen (17 filles) – Regie: Muriel und Delphine Coulin
Angèle und Tony (Angèle et Tony) – Regie: Alix Delaporte
Nathalie küsst (La délicatesse) – Regie: Stéphane und David Foenkinos
My Little Princess – Regie: Eva Ionesco

### Bester Animationsfilm („Meilleur film d’animation“)
präsentiert von Alexandre Astier
Die Katze des Rabbiners (Le chat du rabbin) – Regie: Joann Sfar und Antoine Delesvaux
Le cirque – Regie: Nicolas Brault
La queue de la souris – Regie: Benjamin Renner
Ein Monster in Paris (Un monstre à Paris) – Regie: Bibo Bergeron
Le tableau – Regie: Jean-François Laguionie

### Bester Dokumentarfilm („Meilleur film documentaire“)
präsentiert von Julie Ferrier
Tous au Larzac – Regie: Christian Rouaud
Le bal des menteurs – Regie: Daniel Leconte
Crazy Horse – Regie: Frederick Wiseman
Ici on noie les Algériens – Regie: Yasmina Adi
Michel Petrucciani – Leben gegen die Zeit (Michel Petrucciani) – Regie: Michael Radford

### Bester Kurzfilm („Meilleur court-métrage“)
präsentiert von Audrey Fleurot, Zoé Félix und Olivia Bonamy
L’accordeur – Regie: Olivier Treiner
La France qui se lêve tôt – Regie: Hugo Chesnard
J’aurais pu être une pute – Regie: Baya Kasmi
Je pourrais être votre grand-mère – Regie: Bernard Tanguy
Eine Welt ohne Frauen (Un monde sans femmes) – Regie: Guillaume Brac

### Bester ausländischer Film („Meilleur film étranger“)
präsentiert von Laurent Lafitte
Nader und Simin – Eine Trennung (جدایی نادر از سیمین Jodaeiye Nader az Simin), Iran – Regie: Asghar Farhadi
Black Swan, USA – Regie: Darren Aronofsky
Drive, USA – Regie: Nicolas Winding Refn
The King’s Speech, UK – Regie: Tom Hooper
Der Junge mit dem Fahrrad (Le gamin au vélo), Belgien – Regie: Jean-Pierre und Luc Dardenne
Die Frau die singt – Incendies (Incendies), Kanada – Regie: Denis Villeneuve
Melancholia, Dänemark – Regie: Lars von Trier

## Ehrenpreis („César d’honneur“)
präsentiert von Michel Gondry
Kate Winslet – britische Schauspielerin